# قرار مجلس الأمن التابع للأمم المتحدة رقم 1117
قرار مجلس الأمن التابع للأمم المتحدة رقم 1117، المتخذ بالإجماع في 27 حزيران / يونيو 1997، بعد الإشارة إلى جميع القرارات المتعلقة بقبرص، ولا سيما القرارات 186 (1964) و939 (1994) و1092 (1996)، مدد المجلس ولاية قوة الأمم المتحدة لحفظ السلام في قبرص حتى 31 كانون الأول / ديسمبر 1997.
ووافقت قبرص على تمديد إضافي لقوة حفظ السلام في قبرص. وفي غضون ذلك، أقر المجلس بأن التوترات لا تزال مرتفعة بالقرب من المنطقة العازلة، على الرغم من انخفاض عدد الحوادث الخطيرة. كانت المفاوضات للتوصل إلى حل سياسي للنزاع في طريق مسدود لفترة طويلة.
وتم تذكير طرفي النزاع، جمهورية قبرص وشمال قبرص، بالتزامهما بمنع العنف ضد حفظة السلام. وأعرب القرار عن أسفه لأن التدابير التي اقترحتها قوة الأمم المتحدة لحفظ السلام في قبرص للحد من التوتر، على النحو المبين في القرار 1092، لم يقبلها أي من الجانبين. كما كان هناك قلق بشأن تعزيز الأسلحة العسكرية في جنوب قبرص وعدم إحراز تقدم في خفض عدد القوات الأجنبية. وفي هذا الصدد، حث المجلس جمهورية قبرص على تقليص الإنفاق الدفاعي وسحب القوات الأجنبية، بهدف شامل لنزع السلاح من الجزيرة بأكملها. كما ستساعد محادثات الانضمام مع الاتحاد الأوروبي في تسهيل التوصل إلى تسوية شاملة.
في الفقرة 13، يرحب القرار «بالجهود التي تبذلها الأمم المتحدة والأطراف المعنية الأخرى لتعزيز عقد الأحداث بين الطائفتين من أجل بناء الثقة والاحترام المتبادل بين الطائفتين، ويحث على مواصلة هذه الجهود، ويقر بالتعاون الأخير تحقيقاً لهذه الغاية، ويشجعهم بشدة على اتخاذ مزيد من الخطوات لتسهيل مثل هذه الأحداث بين الطائفتين ولضمان حدوثها في ظروف من الأمن والسلامة».
واختتم القرار بإعادة التأكيد على أن الوضع الراهن غير مقبول وأن تجري مفاوضات لإيجاد حل، وتوجيه الأمين العام كوفي عنان إلى تقديم تقرير إلى المجلس بحلول 10 كانون الأول / ديسمبر 1997 بشأن تنفيذ القرار الحالي.

## روابط خارجية
- نص القرار في undocs.org